# سيمون إدواردز
سيمون إدواردز (بالإنجليزية: Simone Edwards)‏ مواليد 17 نوفمبر 1973 في كينغستون، هي لاعبة كرة سلة جامايكية. أصبحت مدربة مساعدة. بلغ طولها 6 قدم 4 بوصة (1.9 م). لعبت مع سياتل ستورم في دوري الاتحاد الوطني لكرة السلة النسائية. فازت بلقب دوري المحترفات.

## روابط خارجية
- سيمون إدواردز على موقع الاتحاد الدولي لكرة السلة (الإنجليزية)
- سيمون إدواردز على موقع الاتحاد الوطني لكرة السلة النسائية (الإنجليزية)
- سيمون إدواردز على موقع كرة السلة الأوروبية.كوم (الإنجليزية)
- سيمون إدواردز على موقع كلية كرة السلة في سبورتس رفرنس.كوم (الإنجليزية)
- سيمون إدواردز على موقع بروبوليرز (الإنجليزية)
- سيمون إدواردز على موقع سبورتس رفرنس (الإنجليزية)